# 日乃出電工
日乃出電工（ひのででんこう）とは、かつて大阪に存在した無線機器メーカー。
トランシーバーやラジオ、ラジコンを生産、販売していたが、デジタルプロポが普及し始めた頃に倒産する。
製品は当初、シングル式だったが、後にデジタルプロポを生産する。
ラインアップはどちらかというと高級機というより入門者～中級社向けで人気を博す。
大阪にはなぜか昔から無線機器メーカーが多く存在している。日之出電工もその一つである。
1950年～60年ごろ、初心者向けの自作ラジオキットを多数販売していた。その中でも1960年ごろに杉本哲の自作ラジオ入門書「やさしいラジオ読本」の付録として販売された自作ラジオキット「ヒノデG-180S型ゲルマニウムラジオ」は当時の代表的な自作キットのひとつといわれている。